# Kuta Baro (Sawang)
Kuta Baro is een bestuurslaag in het regentschap Aceh Selatan van de provincie Atjeh, Indonesië. Kuta Baro telt 610 inwoners (volkstelling 2010).